# Степанянц, Сурен Аванесович
Сурен Аванесович Степанянц — советский хозяйственный, государственный и политический деятель, Герой Социалистического Труда.

## Биография
Родился в 1912 году в селе Гадрут. Член КПСС.
С 1927 года — на хозяйственной, общественной и политической работе. В 1927—1979 гг. — помощник оператора на Бакинском крекинг-заводе, оператор, начальник цеха термического крекинга на Одесском крекинг-заводе. В 1940 г. переведен на должность начальника цеха термического крекинга на Московский крекинг-завод, на котором работал на протяжении всей Великой Отечественной войны, в том числе, при приближении фашистов к Москве. В 1943 году при тушении пожара на заводе, получил ожоги и провел несколько месяцев в госпитале, после выздоровления вернулся на завод. С 1947 года и до конца своей жизни — директор Осипенковского солидолового завода № 276 (с 1958 года — Бердянский опытный нефтемаслозавод Министерства нефтеперерабатывающей и нефтехимической промышленности СССР).
Указом Президиума Верховного Совета СССР от 10 марта 1976 года присвоено звание Героя Социалистического Труда с вручением ордена Ленина и золотой медали «Серп и Молот».
Делегат XXIV съезда КПСС.
Удостоен звания почетного гражданина Бердянска в 2002 г. Одна из улиц Бердянска носит его фамилию. На проходной завода АО «АСМОЛ» (Бердянский опытный нефтемаслозавод) в 2026 г. была установлена мемориальная доска в память о легендарном директоре: «Сурену Аванесовичу Степанянцу опередившему время».

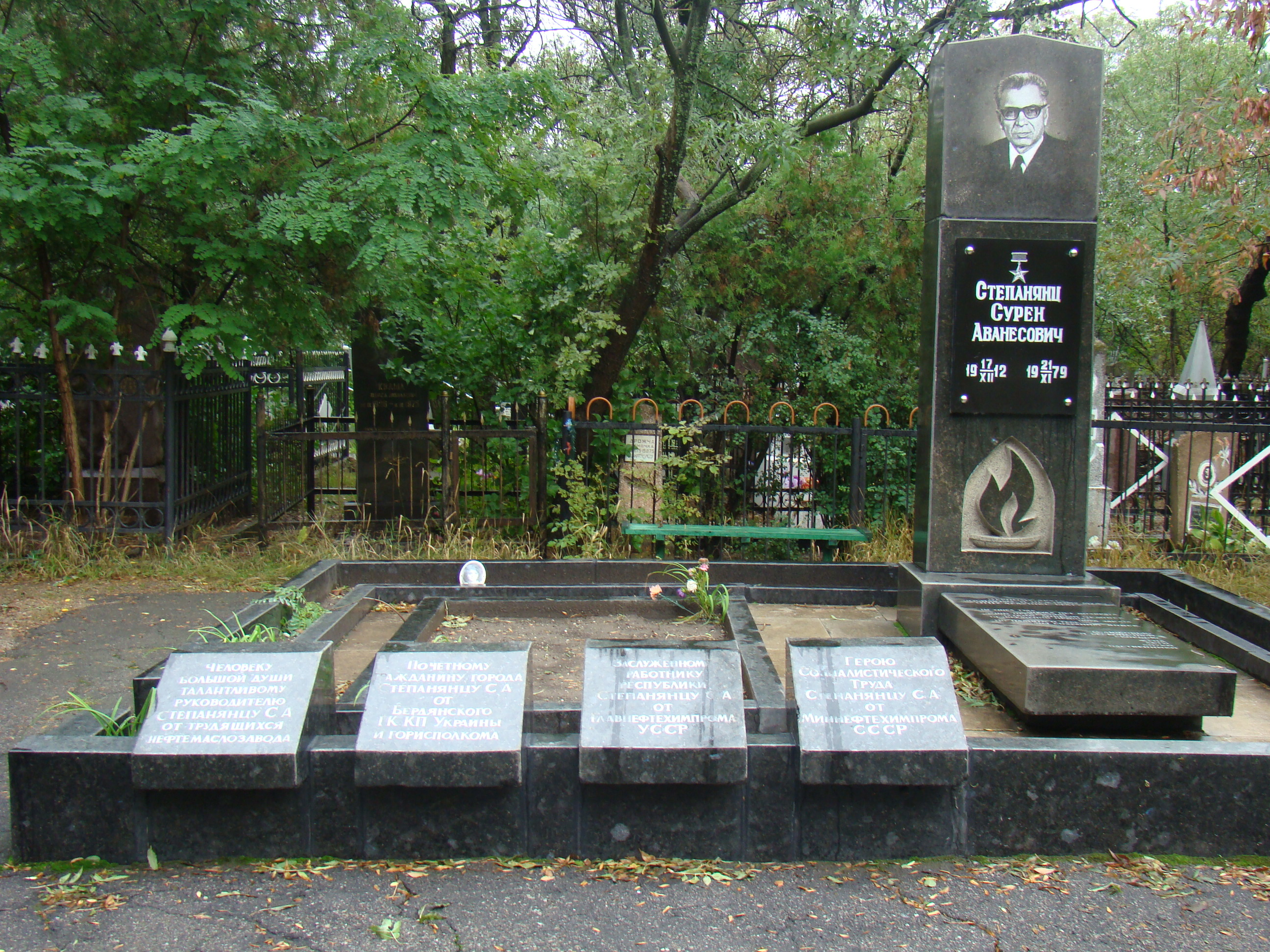
Могила Сурена Степанянца в Бердянске, 2008 г.

Умер в Бердянске в 1979 году.